# Kuća Lovegoodovih
Kuća Lovegoodovih je imaginarna kuća iz serije romana i filmova o Harryju Potteru koja je prebivalište Lune i Xenophiliusa Lovegooda. Nalazi se na brežuljcima ponad imaginarnog sela, Ottery St Catchpole, u Devonu, u Ujedinjenom Kraljevstvu, u kojem živi Obitelj Weasley. 
Kuća je smještena na vrhu brijega, te jepodosta bizarna vanjskog izgleda, nalik velikom crnom 
cilindru što se okomito uzdiže u nebo. 
Oko kuće prostire se dvorište, omeđeno poluraspadnutom ogradom na čijim su vratima pričvršćena tri natpisa. Do teških crnih ulaznih vratiju, okovanih željeznim čavlima i ukrašenim zvekirom u obliku orla (što potvrđuje pripadnost oca i kćeri Ravenclawskom domu) vodi krivudava staza obrasla brojnim čudnovatim biljkama, kao i sam vrt. S obje strane ulaznih vrata stoje dvije stare jabuke obrasle kušravim grmićima imele. Kroz vrt teče potok.
Kuhinja je posve okrugla, a sav je namještaj zaobljen da pristane uz zidove. Sve u kuhinji oslikano je cvijećem, kukcima i pticama u primarnim bojama. 
Prostorija iznad kuhinje, do koje vodi zavojito stubište od kovanog željeza, svojevrstan je spoj ureda i dnevne sobe. Manja je od kuhinje, također posve okrugla, te ispunjena bezbrojnim hrpama knjigama i papirima. Strop je ukrašen modelima čudnovatih krilatih stvorova. U sobi se nalazi tiskarski stroj iz kojeg bez prestanka izlijeću "Odgonetači". 
Strop Lunine sobe ukrašen je s licima Harryja, Rona, Hermione, Ginny i Nevillea oko kojih vijugaju lanci zlatne tinte na kojima se stalno ponavlja riječ "prijatelji". Na podu je blijedoplavi tepih te je u sobi i prozor s pogledom na krajolik.